# Hu Heming
Hu Heming (* 21. März 1994 in Dandenong) ist ein australischer Tischtennisspieler chinesischer Abstammung. Er nahm 2016 an den Olympischen Spielen teil. Er ist Rechtshänder.

## Karriere
Hu Heming begann im Alter von sieben Jahren mit dem Tischtennisspielen. 2014 trat er erstmals international auf. So konnte er bei den Dandenong Open das Halbfinale erreichen, wo er seinem Landsmann Datta Shibaji unterlegen war. Weitere Auftritte folgten bei der Weltmeisterschaft 2015, wo er im Einzel in der Qualifikation den deutlich stärkeren Spieler Ádám Pattantyús besiegte, der später die dritte Runde erreichte. Zudem gewann er die nationalen Meisterschaften. Bei den Swedish Open scheiterte er schon in der Qualifikation. Im Jahr 2016 holte er sich den Titel bei den Austrian Open in der U-21 Klasse, bei den Belgium- und Czech Open verlor er wiederholt in der Qualifikation. Im selben Jahr wurde er zum besten australischen Spieler ernannt.

## Turnierergebnisse
| Verband | Veranstaltung            | Jahr | Ort            | Land                | Einzel     | Doppel    | Mixed      | Team        | U-21 |
| ------- | ------------------------ | ---- | -------------- | ------------------- | ---------- | --------- | ---------- | ----------- | ---- |
| AUS     | ITTF World Tour          | 2016 | Olmütz         | Tschechien          | Qual.      | letzte 64 |            |             |      |
| AUS     | ITTF World Tour          | 2015 | Stockholm      | Schweden            | Qual.      | Qual.     |            |             |      |
| AUS     | ITTF World Tour          | 2016 | Melbourne      | Australien          | letzte 64  |           |            |             | Gold |
| AUS     | ITTF World Tour          | 2016 | Brüssel        | Belgien             | Qual.      | letzte 32 |            |             |      |
| AUS     | Weltmeisterschaft        | 2015 | Suzhou         | Volksrepublik China | letzte 128 | Qual.     | Qual.      |             |      |
| AUS     | Weltmeisterschaft        | 2016 | Kuala Lumpur   | Malaysia            |            |           |            | Platz 21–26 |      |
| AUS     | Jugend-Weltmeisterschaft | 2014 | Shanghai       | Volksrepublik China | letzte 32  | letzte 64 | Halbfinale | letzte 16   |      |
| AUS     | Olympische Spiele        | 2016 | Rio de Janeiro | Brasilien           | letzte 64  |           |            | letzte 16   |      |

Quelle

## Spielstil
Hu ist Angreifer und bekannt für seine guten Vorhand-Flips.